# 棣莫弗公式

复平面上的立方根等於1.

棣莫弗公式（英語：de Moivre's formula）是一個關於複數和三角函數的公式，命名自法國數學家亞伯拉罕·棣美弗（1667年－1754年）。其內容為對任意实数{\displaystyle x}和整數{\displaystyle n}，下列性質成立：
{\displaystyle (\cos(x)+i\sin(x))^{n}=\cos(nx)+i\sin(nx)}
其中{\displaystyle i}是虛數單位（{\displaystyle i^{2}=-1}）。值得注意的是，儘管本公式以棣美弗本人命名，他從未直接地將其發表過。為了方便起見，我們常常將{\displaystyle \cos x+i\sin x}合併為另一個三角函數cis(x)，也就是說：
{\displaystyle \operatorname {cis} ^{n}(x)=\operatorname {cis} (nx)}
在操作上，我們常常限制{\displaystyle x}屬於實數，這樣一來就可藉由比較虛部與實部的方式把{\displaystyle \cos(nx)}和{\displaystyle \sin(nx)}表示為{\displaystyle \cos x}和{\displaystyle \sin x}的n倍角公式。另外，儘管棣美弗公式限制{\displaystyle n}須為整數，但倘若適當推廣本公式，便可將{\displaystyle n}拓展到非整數的領域。

## 證明
（证明的思路是用数学归纳法证明正整数的情形，并推广到负整数。）
令{\displaystyle P(n)=(\cos \theta +i\sin \theta )^{n}=\cos(n\theta )+i\sin(n\theta ),n\in \mathbb {N} }
（1）当{\displaystyle n=0}时，显然成立。
（2）當{\displaystyle n=1}时：
左式 {\displaystyle =(\cos \theta +i\sin \theta )^{1}=\cos \theta +i\sin \theta =\cos(1\cdot \theta )+i\sin(1\cdot \theta )=} 右式
因此，{\displaystyle P(1)}成立。
（3）當{\displaystyle n>1}时：
假設{\displaystyle P(k)}成立，即{\displaystyle (\cos \theta +i\sin \theta )^{k}=\cos(k\theta )+i\sin(k\theta )}
當{\displaystyle n=k+1}时：
{\displaystyle {\begin{aligned}(\cos \theta +i\sin \theta )^{k+1}&=(\cos \theta +i\sin \theta )^{k}\cdot (\cos \theta +i\sin \theta )\\&=(\cos k\theta +i\sin k\theta )\cdot (\cos \theta +i\sin \theta )\\&=(\cos k\theta \cdot \cos \theta +i\sin k\theta \cdot i\sin \theta )+(\cos k\theta \cdot i\sin \theta +i\sin k\theta \cdot \cos \theta )\\&=(\cos k\theta \cdot \cos \theta -\sin k\theta \cdot \sin \theta )+i(\cos k\theta \cdot \sin \theta +\sin k\theta \cdot \cos \theta )\\&\ {\overset {1}{=}}\cos(k\theta +\theta )+i\sin(k\theta +\theta )\\&\ =\cos[(k+1)\theta ]+i\sin[(k+1)\theta ]\\\end{aligned}}}
等号1处使用和角公式。
因此，{\displaystyle P(k+1)}也成立。
综上所述，根據數學歸納法，{\displaystyle \forall n\in \mathbb {N} }，{\displaystyle P(n)}成立。
另外，由恒等式：
{\displaystyle (\cos(n\theta )+i\sin(n\theta ))\cdot (\cos(-n\theta )+i\sin(-n\theta ))=1}
可知，公式对于负整数情况也成立。
证毕。

## 檢定
最简单的方法是应用欧拉公式。
由於{\displaystyle e^{ix}=\cos x+i\sin x\,}
所以{\displaystyle {\color {Green}(\cos x+i\sin x)^{n}}=(e^{ix})^{n}=e^{inx}=e^{i(nx)}={\color {Green}\cos(nx)+i\sin(nx)}}

## 用棣莫弗公式求根
此定理可用來求單位複數的 {\displaystyle n} 次方根。設 {\displaystyle |z|=1}，表為
{\displaystyle z=\cos \theta +i\sin \theta }
若 {\displaystyle w^{n}=z}，則 {\displaystyle w} 也可以表成：
{\displaystyle w=\cos \phi +i\sin \phi }
按照棣莫弗公式：
{\displaystyle w^{n}=(\cos \phi +i\sin \phi )^{n}=\cos n\phi +i\sin n\phi =\cos \theta +i\sin \theta =z}
於是得到
{\displaystyle n\phi =\theta +2k\pi }（其中 {\displaystyle k\in \mathbb {Z} }）
也就是：
{\displaystyle \phi ={\dfrac {\theta +2k\pi }{n}}}
當 {\displaystyle k} 取 {\displaystyle 0,1,\ldots ,n-1}，我們得到 {\displaystyle n} 個不同的單位根：
{\displaystyle w=\cos({\dfrac {\theta +2k\pi }{n}})+i\sin({\dfrac {\theta +2k\pi }{n}}),k=0,1,\ldots ,n-1}